# Lumut (Lumut)
Lumut is een bestuurslaag in het regentschap Tapanuli Tengah van de provincie Noord-Sumatra, Indonesië. Lumut telt 6187 inwoners (volkstelling 2010).